# Слобідка (Курненська сільська громада)
Слобі́дка (до 1935 року — Лодзянівка, у 1935—1946 роках — Фрайнвальд) — село в Україні, у Курненській сільській територіальній громаді Житомирського району Житомирської області. Населення становить 387 осіб.

## Географія
Через село тече річка Тартак.

## Населення
За даними всеукраїнського перепису населення 2001 року у селі мешкало 423 особи, у 2020 році — 387 осіб.
Мова
Розподіл населення за рідною мовою за даними перепису 2001 року був наступним:
| українська | 420 | 99,29 |
| російська  | 3   | 0,71  |

## Історія
Станом на 1906 рік у селищі Лодзянівка (також Лодзянка) Пулинської волості Житомирського повіту Волинської губернії мешкало 45 осіб, у лютеранській колонії Лодзянівка (також Ладзянівка) — 261 осіб.. Лютеранський прихід — місто Житомир.
Станом на 1924 рік населення польсько-німецко-єврейської колонії Лодзянівка становила 272 осіб.
З 1935 року колонія отримує нову назву — Фрайнвальд (нім. Frainwald).
З 7 червня 1946 року — Слобідка.
У 1930 році розпочалась масова колективізація. З середини листопада 1932 року через зривання річного плану хлібозаготівель Житомирський обласний партком ухвалює рішення про застосування репресій до Пулинського району — зокрема, до селища Фрайнвальд. До завершення заготівель — 20 листопада — припинились поставки товарів. Було запропоновано вилучити всі наявні товари з магазинів у разі невиконання плану.
Один місцевий 18-річний житель помер від гострого ентериту та набряків тіла.
Село постраждало від так званих «зачисток» 800-кілометрової смуги західного кордону СРСР.
20 грудня 1934 року ЦК КП(б)У прийняв Постанову «Про переселення з прикордонних районів» німецького та польського населення.
Восени 1936 року із Лодзянівки до Карагандинської області Казахстану переселення зазнали 44 німецькі родини (216 осіб) як «неблагонадійні елементи». Серед виселених до спецпоселень 121 дорослий і 95 дітей.
Серед реабілітованих обвинувачених у період 1935—1938 роки є декілька місцевих мешканців та уродженців села: 39 чоловік заарештовано, з них 17 чоловік розстріляно, переважно за статтею 54-10 КК УРСР. Майже всі за національністю німці: 8 українця (проти 2 чоловік справи припинено, 6 — ув'язнено), 3 поляка (1 чоловік ув'язнений, 2 — розстріляно) та 1 румун (розстріляний).
Жителі Фрайнвальд також боролися на фронтах німецько-радянської війни.
Під час німецької окупації у 1941 році загинула голова колгоспу Вірченко Ганна Петрівна, на честь якої пізніше названо головну вулицю села.
Під час другої світової війни центр Червоноармійської районної ОУН під проводом жителя селища Фрайнвальд Степана Сірика розміщувався у селі Стрибіж.
Від окупації німецьких військ село звільнено 1 січня 1944 року в ході Житомирсько-Бердичівської наступальної операції військами 351-ї стрілецької дивізії 60-ї армії.
У 1926—1954 роках — адміністративний центр колишньої Слобідської сільської ради Червоноармійського району.

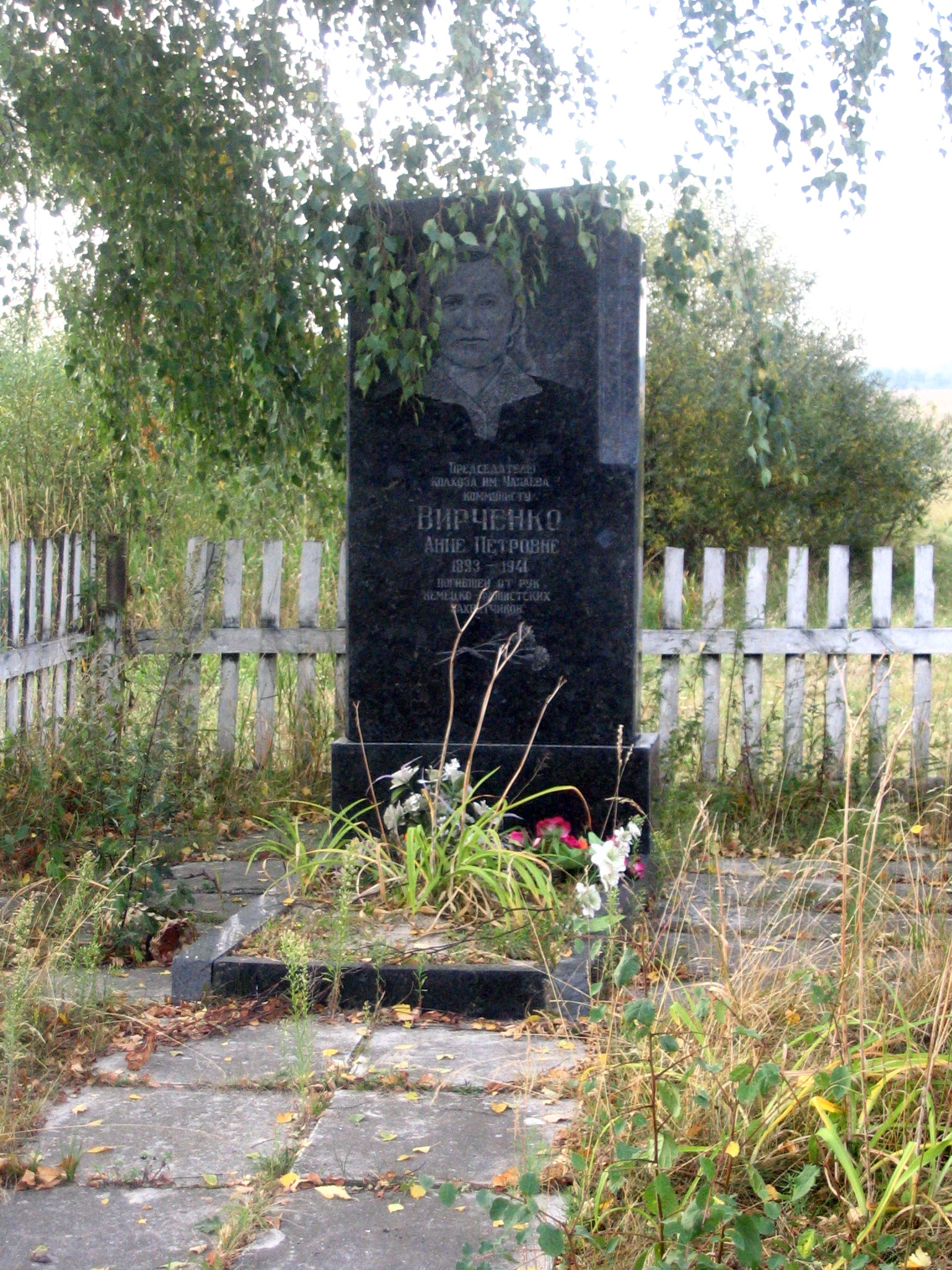
Могила Вірченко Г. П.
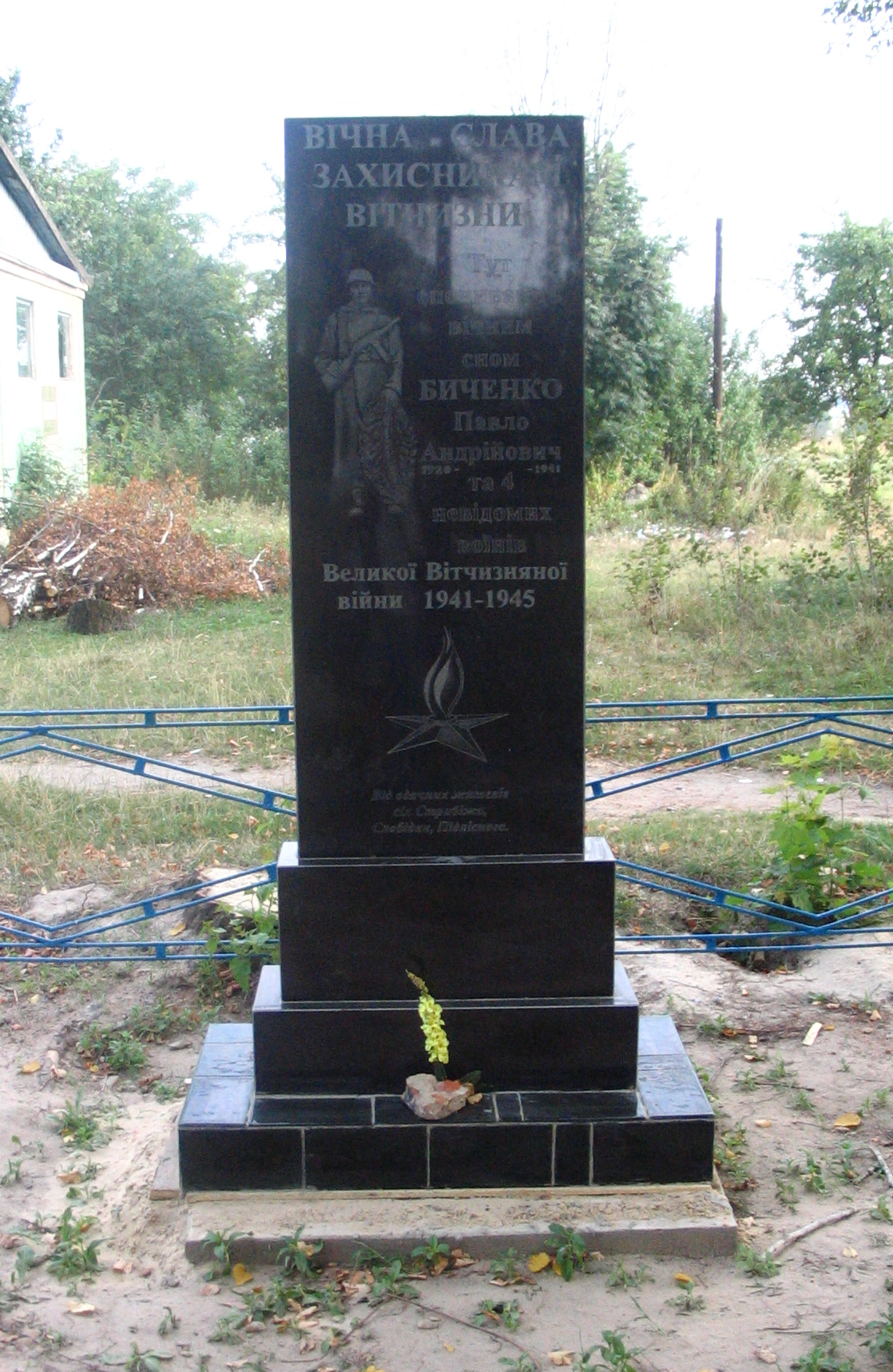
Братська могила радянських воїнів.